# حارة الحصبة الشمالية (صنعاء)
حارة الحصبة الشمالية هي إحدى حارات حي الحصبة بمديرية الثورة إحد مديريات العاصمة اليمنية صنعاء، بلغ تعداد سكانها 4501 نسمة حسب تعداد اليمن لعام 2004.